# Ivan Andreyevich Krylov
Ivan Andreyevich Krylov (tiếng Nga: Ива́н Андре́евич Крыло́в; 13 tháng 2 năm 1769 - 21 tháng 11 năm 1844) là nhà văn, nhà thơ Nga nổi tiếng với những câu chuyện ngụ ngôn.

## Tiểu sử
Ivan Krylov sinh ở Moskva, là con trai của một sĩ quan phục vụ trong quân đội. Krylov ít học nhưng đọc sách nhiều, được thừa hưởng một thư viện lớn của bố, là một người rất ham mê đọc sách. Lên 10 tuổi mồ côi bố, Krylov được nhà văn Nicolai Lvov đỡ đầu, được sống trong môi trường văn chương từ nhỏ. Năm 1782 cùng với mẹ đi lên Sankt-Peterburg làm lương hưu cho mẹ và xin việc làm. Thời gian này ông bắt đầu viết một vài vở kịch và bắt đầu làm thơ. Năm 1785 viết bi kịch Cleopatra (bản thảo sau này bị thất lạc) được nghệ sĩ nổi tiếng Dmitryevsky khen ngợi và khuyên nên tiếp tục sáng tác. Năm 1786 viết bi kịch Phelomela. Những tác phẩm này không mang lại cho Krylov tiền bạc hay danh tiếng nhưng cho phép ông nhập hội với những văn nghệ sĩ của Sankt-Peterburg. 

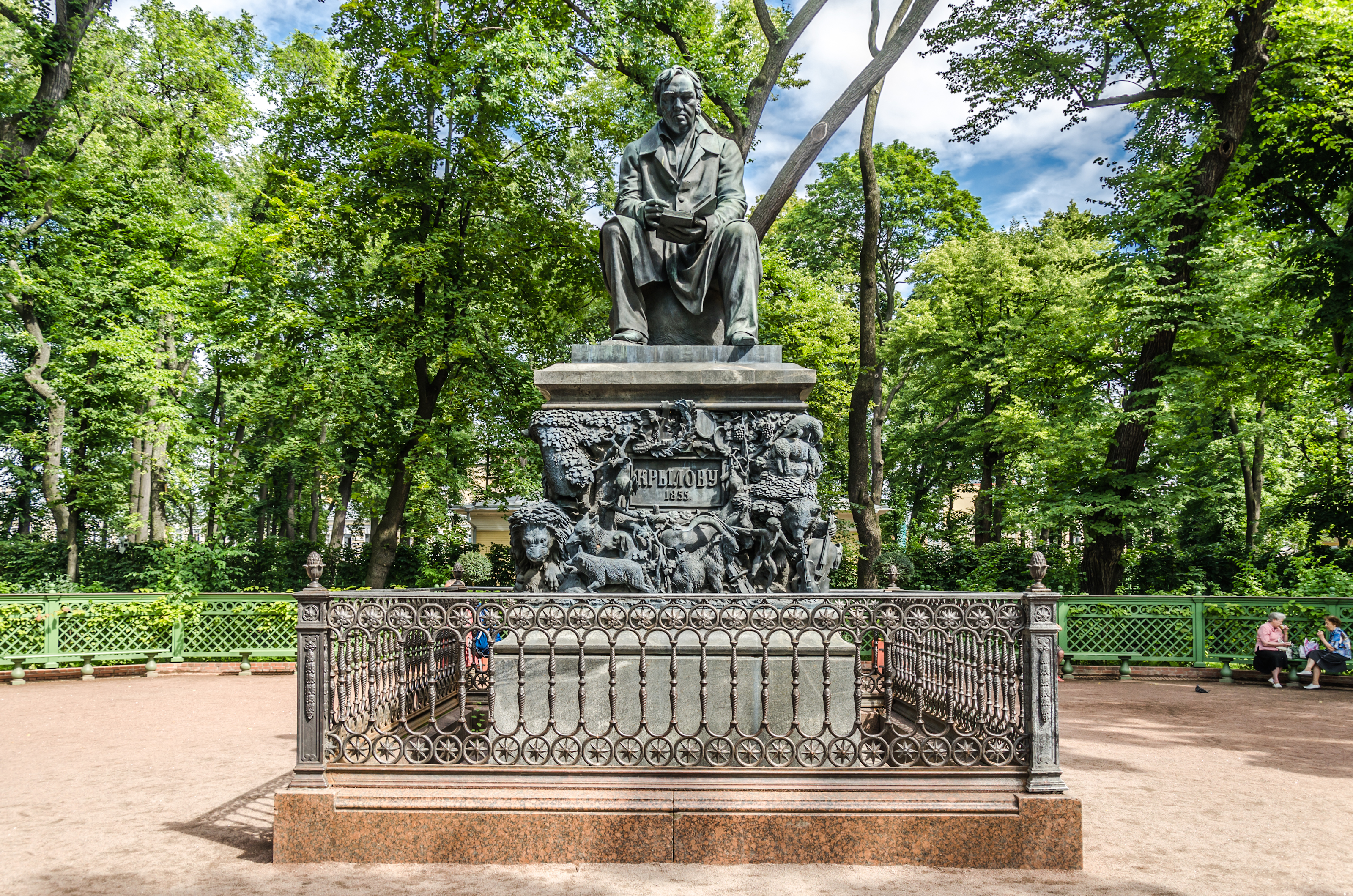
Tượng Ivan Krylov ở Sankt-Peterburg

Cuối thập niên 1780 ông tập trung vào lĩnh vực báo chí, thành lập tờ tạp chí Почта духов nhưng chỉ sau một thời gian phải đổi tên vì không có nhiều bạn đọc. Năm 1793 đổi tên thành Санкт-Петербургский Меркурий nhưng đến cuối năm này cũng ngừng hoạt động. Thời gian này Krylov đi về các tỉnh, sống với bạn bè rồi lên Moskva tiếp tục sáng tác. Năm 1805 ông in một số truyện ngụ ngôn và một số bản dịch ngụ ngôn của Jean de La Fontaine rồi quay sang viết kịch. Năm 1807 nhiều vở kịch của ông gây được sự thành công không ngờ nhưng chính vào thời điểm như vậy ông lại quay sang viết ngụ ngôn.
Ivan Krylov trở thành một tác giả
cổ điển khi còn sống. Năm 1835, nhà phê bình Vissarion Grigoryevich Belinsky trong bài Литературные мечтания (Những giấc mơ văn học) nêu tên bốn tác giả cổ điển, đặt Krylov bên cạnh Gavrila Romanovich Derzhavin, Aleksandr Sergeyevich Pushkin và Aleksandr Sergeyevich Griboyedov.
Ivan Krylov viết hơn 200 truyện ngụ ngôn trong khoảng thời gian từ năm 1809 đến năm 1843. Từng được in ra với số lượng lớn và được bạn đọc chào đón nồng nhiệt. Một số đề tài ngụ ngôn của ông ban đầu mô phỏng theo truyện ngụ ngôn của Aesop và Jean de La Fontaine nhưng về sau là sáng tác của ông. Ngày sinh nhật 50 tuổi của ông từng trở thành một ngày hội của quần chúng. Gần 200 năm nay có biết bao nhiêu thế hệ người Nga lớn lên qua những câu chuyện ngụ ngôn của Ivan Krylov. Ông mất năm 1844 ở Sankt-Peterburg.

## Một vài bài thơ
| Ворона и лисица Уж сколько раз твердили миру, Что лесть гнусна, вредна; но только все не впрок, И в сердце льстец всегда отыщет уголок. ___ Вороне где-то бог послал кусочек сыру; На ель Ворона взгромоздясь, Позавтракать было совсем уж собралась, Да призадумалась, а сыр во рту держала. На ту беду Лиса близехонько бежала; Вдруг сырный дух Лису остановил: Лисица видит сыр, Лисицу сыр пленил. Плутовка к дереву на цыпочках подходит; Вертит хвостом, с Вороны глаз не сводит И говорит так сладко, чуть дыша: "Голубушка, как хороша! Ну что за шейка, что за глазки! Рассказывать, так, право, сказки! Какие перушки! какой носок! И, верно, ангельский быть должен голосок! Спой, светик, не стыдись! Что, ежели, сестрица, При красоте такой и петь ты мастерица,- Ведь ты б у нас была царь-птица!" Вещуньина с похвал вскружилась голова, От радости в зобу дыханье сперло,- И на приветливы Лисицыны слова Ворона каркнула во все воронье горло: Сыр выпал - с ним была плутовка такова. Эпиграмма рецензенту поэмы "Руслан и Людмила" Напрасно говорят, что критика легка, Я критику читал. Хоть у меня довольно силы, Но для меня она ужасно как тяжка! | Quạ khoang và cáo Muôn đời nay vẫn nhắc đi nhắc lại ở trần gian Rằng ton hót là xấu xa, có hại; nhưng nếu không có ích Và kẻ nịnh thần luôn tìm ra một góc trong tim. __________________ Quạ khoang kiếm được một thanh phó mát Liền ì ạch bay lên ngọn cây thông Quạ chuẩn bị bữa ăn sáng cho mình Cặp mỏ quạ giữ gìn thanh phó mát. Nhưng thật không may, một con cáo đi qua Bỗng nhiên, mùi phó mát cáo nghe ra Cáo nhìn thanh phó mát thèm rỏ dãi Cáo tinh ranh liền ghé sát gốc cây Vẫy đuôi, nhìn quạ không rời ánh mắt Rồi cất giọng, lời cáo rất ngọt nhạt: "Chao ôi, chị mới đẹp làm sao! Cái cổ đẹp biết bao, và đôi mắt! Chị hãy kể một câu truyện cổ tích Bộ lông tuyệt đẹp! Cái mũi tuyệt trần! Giọng của chị, tất nhiên, sẽ thiên thần! Chị hát lên nào, chị đừng xấu hổ Chị đẹp vậy hát sẽ hay vô cùng Vì trong loài chim, chị là bà Chúa!" Quạ khoang choáng váng vì những lời khen Quạ vui mừng và quạ dồn hơi thở Để đáp lại những lời khen của cáo Tiếng kêu quạ quạ vừa mới cất lên Phó mát rơi - kẻ tinh ranh dưới đó. Thơ trào phúng nhận xét trường ca "Ruslan và Lútmila" Ai vẫn nói rằng phê bình là nhẹ Tôi đọc phê bình "Ruslan và Lútmila". Dù sức lực của tôi rất mạnh mẽ Nhưng với tôi, phê bình quá nặng nề! Bản dịch của Nguyễn Viết Thắng. |